# Akira Ando
Akira Ando (安東 輝 Andō Akira?, Usuki, Ōita, 28 de junio de 1995) es un exfutbolista japonés que jugaba como centrocampista.

## Trayectoria

### Clubes
| Club                            | País  | Año       |
| ------------------------------- | ----- | --------- |
| Shonan Bellmare                 | Japón | 2014-2017 |
| Fukushima United F. C. (cedido) | Japón | 2014-2015 |
| Zweigen Kanazawa (cedido)       | Japón | 2016      |
| Matsumoto Yamaga F. C.          | Japón | 2018-2023 |
| Mito HollyHock (cedido)         | Japón | 2020      |